# Phú Lương, Thái Nguyên
Phú Lương là một xã thuộc tỉnh Thái Nguyên, Việt Nam.

## Địa lý
Xã Phú Lương có vị trí địa lý:
- Phía đông giáp xã Vô Tranh và xã Văn Lăng
- Phía tây giáp xã Phú Lạc, xã Đức Lương, xã Hợp Thành và xã Yên Trạch
- Phía nam giáp xã Phú Lạc và xã An Khánh
- Phía bắc giáp xã Yên Trạch và xã Chợ Mới.

Xã Phú Lương có diện tích 112,39 km², dân số năm 2025 là 43.914 người. Khu vực được định hướng tập trung phát triển thương mại, kinh doanh, dịch vụ, tiểu thủ công nghiệp và thương nghiệp chạy dọc các tuyến quốc lộ trên địa bàn, phát triển cụm công nghiệp nhỏ, vận tải hàng hóa, xây dựng, kinh tế nông nghiệp công nghệ cao; phát triển du lịch cộng đồng, du lịch về nguồn. Hạ tầng giao thông của xã có tuyến quốc lộ 3, đường tỉnh lộ 263, các tuyến đường tỉnh, đường huyện, đường liên xã.
Núi Đuổm, còn có tên là Điểm Sơn, là một thắng cảnh nằm trên địa bàn xã, phía đông của núi có đền Đuổm thờ Dương Tự Minh - danh nhân lịch sử thời nhà Lý. Núi Chúa nằm một phần trên địa bàn xã, có đỉnh cao nhất cao 432 m. Sông Đu được hợp thành từ hsi nhánh chính, một nhánh bắt nguồn từ xã Hợp Thành, một nhánh bắt nguồn trên địa bàn xã, hợp lưu tại thị trấn Đu cũ.
Trên địa bàn xã có mỏ than Phấn Mễ được người Pháp thăm dò năm 1908 và bắt đầu đầu khai thác từ năm 1910 với có trữ lượng than mỡ 1.400.000 tấn, có rất nhiều chất bốc và có giá trị cao. Hiện nay, mỏ than Phấn Mễ trở thành nguồn cung cấp than phục vụ việc luyện gang thép cho Nhà máy Gang thép Thái Nguyên. Hiện nay, mỏ đang áp dụng cả công nghệ khai thác lộ thiên và hầm lò. Ngoài ra, trên địa bàn xã còn có khoáng sản đất cao lanh.

## Lịch sử
Thị trấn Giang Tiên được thành lập vào ngày 23 tháng 2 năm 1977 trên cơ sở tách phố Giang Tiên thuộc xã Cổ Lũng. Thị trấn Đu được thành lập vào ngày 3 tháng 6 năm 1993 trên cơ sở tách một phần diện tích và dân số của xã Động Đạt.
Năm 2013, Chính phủ ban hành nghị quyết điều chỉnh 339,77 ha diện tích tự nhiên và 2.333 người của xã Động Đạt; 388,08 ha diện tích tự nhiên và 1.744 người của xã Phấn Mễ vào thị trấn Đu. Sau khi điều chỉnh địa giới hành chính, thị trấn Đu có 940,75 ha diện tích tự nhiên và 8.583 người.
Năm 2024, sáp nhập 14,90 km² và 6.042 người của xã Phấn Mễ vào thị trấn Giang Tiên, thị trấn Giang Tiên lúc này có diện tích tự nhiên là 18,67 km² và quy mô dân số là 10.185 người. Sáp nhập 6,29 km² và 5.404 người còn lại của xã Phấn Mễ vào thị trấn Đu, thị trấn Đu lúc này có diện tích tự nhiên là 15,65 km2 và quy mô dân số là 15.092 người.
Tháng 6 năm 2025, xã Phú Lương được thành lập trên cơ sở nhập toàn bộ diện tích tự nhiên, quy mô dân số của xã Yên Lạc (diện tích tự nhiên là 42,43 km²; dân số là 8.371 người); xã Động Đạt (diện tích tự nhiên là 35,64 km²; dân số là 10.207 người); thị trấn Đu (diện tích tự nhiên là 15,68 km²; dân số là 14.139 người) và thị trấn Giang Tiên (diện tích tự nhiên là 18,64 km²; dân số là 11.197 người) của huyện Phú Lương. Trụ sở làm việc của xã đặt tại một phần trụ sở của UBND huyện Phú Lương cũ.

## Hành chính
Đến năm 2009, thị trấn Đu có sáu tổ dân phố là Dương Tự Minh, Thác Lở, Thái An, Thọ Lâm, Lê Hồng Phong, Cầu Trắng.
Đến năm 2009, thị trấn Giang Tiên được chia thành tám tổ dân phố: Giang Bình, Giang Khánh, Giang Long, Giang Nam, Giang Sơn, Giang Tân, Giang Tiên, Giang Trung. Năm 2019, sáp nhập tổ dân phố Giang Nam vào tổ dân phố Giang Long.
Đến năm 2009, xã Phấn Mễ được chia thành 26 xóm: Tràng Học, Giá 1, Giá 2, Mấu 1, Mấu 2, Làng Trò, Tân Hòa, Làng Mai, Mỹ Khánh, Bò 1, Bò 2, Bún 1, Bún 2, Giang 1, Giang 2, Phú Sơn, Làng Hin, Bầu 1, Bầu 2, Cọ 1, Cọ 2, Phú Yên, Lân 1, Lân 2, Hoa 1, Hoa 2. Năm 2013, xã còn lại 22 xóm sau khi sáp nhập một phần vào thị trấn Đu. Năm 2019, sáp nhập hai xóm Bò 1 và Bò 2 thành xóm Làng Bò, sáp nhập hai xóm Giá 2 và Mấu 1 thành xóm Phố Giá Dộc Mấu, sáp nhập xóm Phú Yên vào xóm Cọ 1.
Đến năm 2009, xã Động Đạt được chia thành 23 xóm: Đồng Tâm, Khe Nát, Đá Vôi, Cộng Hoà, Ao Trám, Đồng Niêng, Đồng Chằm, Đồng Nội, Xoán Đuổm, Ao Sen, Vườn Thông, Làng Mạ, Cây Hồng 1, Cây Hồng 2, Cây Thị, Làng Lê, Cầu Lân, Làng Ngôi, Làng Chảo, Tân Lập, Cây Châm, Đồng Nghè 1, Đồng Nghè 2.
Đến năm 2009, xã Yên Lạc được chia thành 23 xóm: Yên Thịnh, Hang Neo, Ó, Đẩu, Đồng Xiền, Đồng Mỏ, Làng Lớn, Phân Bơi, Cầu Đá, Mương Gằng, Cây Thị, Ao Lác, Tiên Thông A, Tiên Thông B, Na Mụ, Viện Tân, Kim Lan, Đồng Bòng, Yên Thủy 1, Yên Thủy 2, Yên Thủy 3, Yên Thủy 4, Yên Thủy 5. Năm 2018, sáp nhập xóm Yên Thịnh vào xóm Đẩu, sáp nhập hai xóm Tiên Thông A và Tiên Thông B thành xóm Tiên Thông, sáp nhập xóm Yên Thủy 5 vào xóm Yên Thủy 4.